# Оффенау
Оффенау (нем. Offenau) — община в Германии, в земле Баден-Вюртемберг. 
Подчиняется административному округу Штутгарт. Входит в состав района Хайльбронн.  Население составляет 2689 человек (на 31 декабря 2010 года). Занимает площадь 5,66 км².

## Фотографии

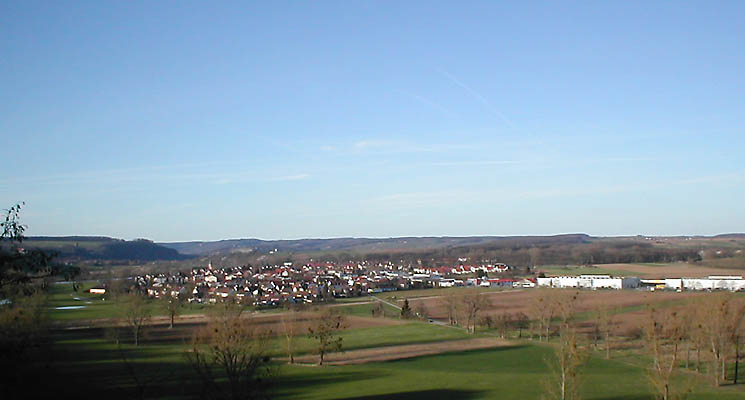
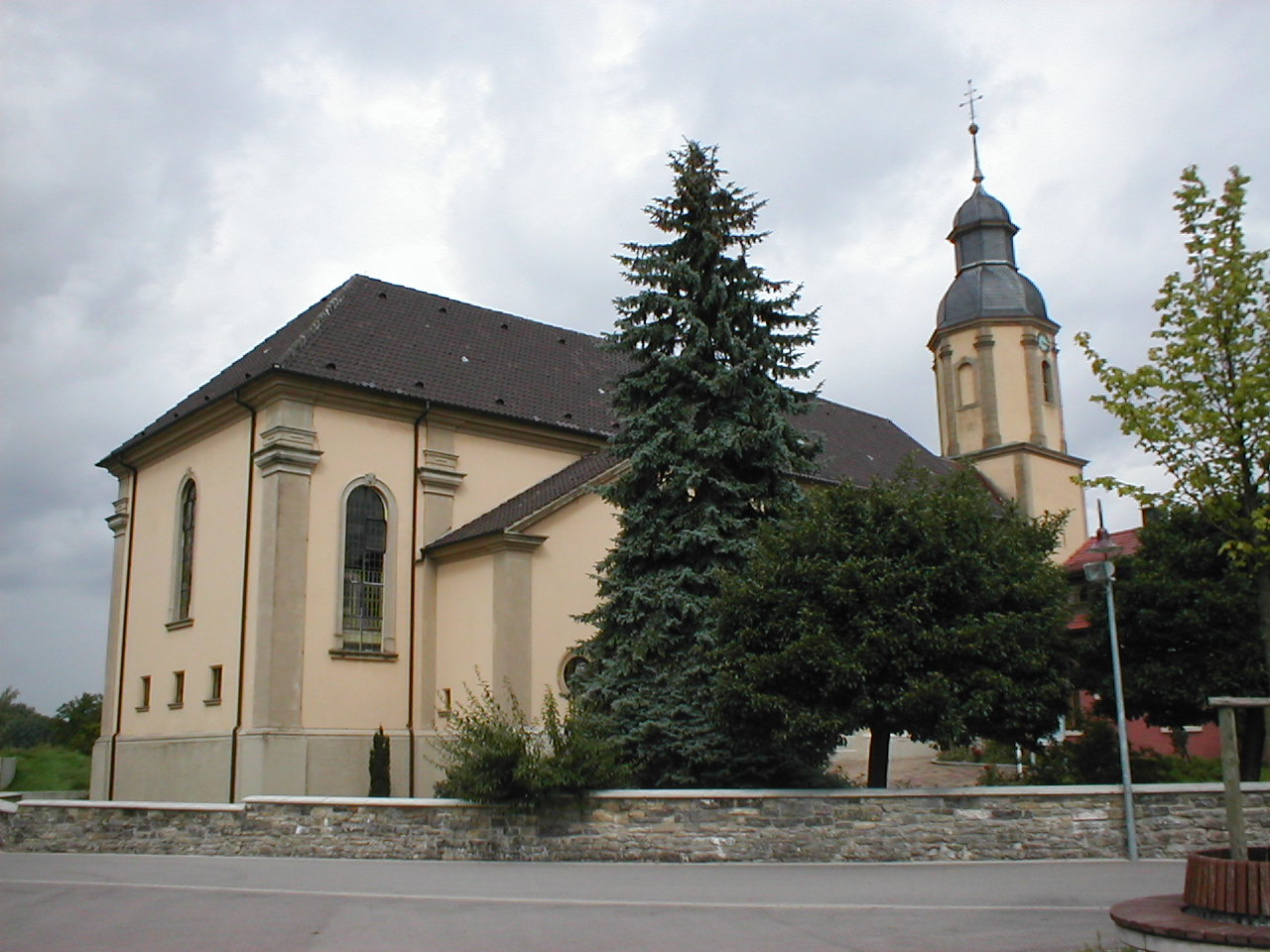
Церковь
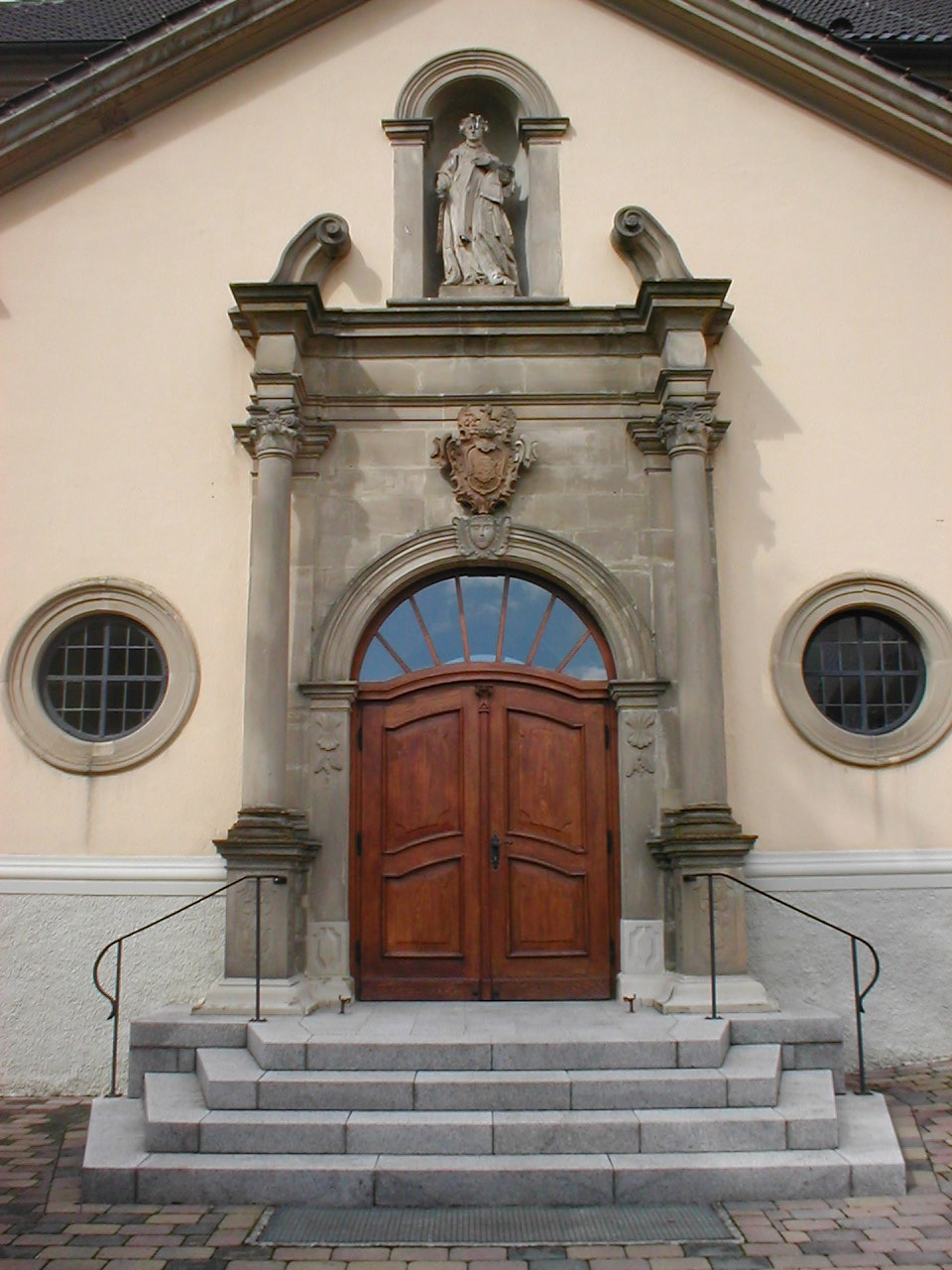
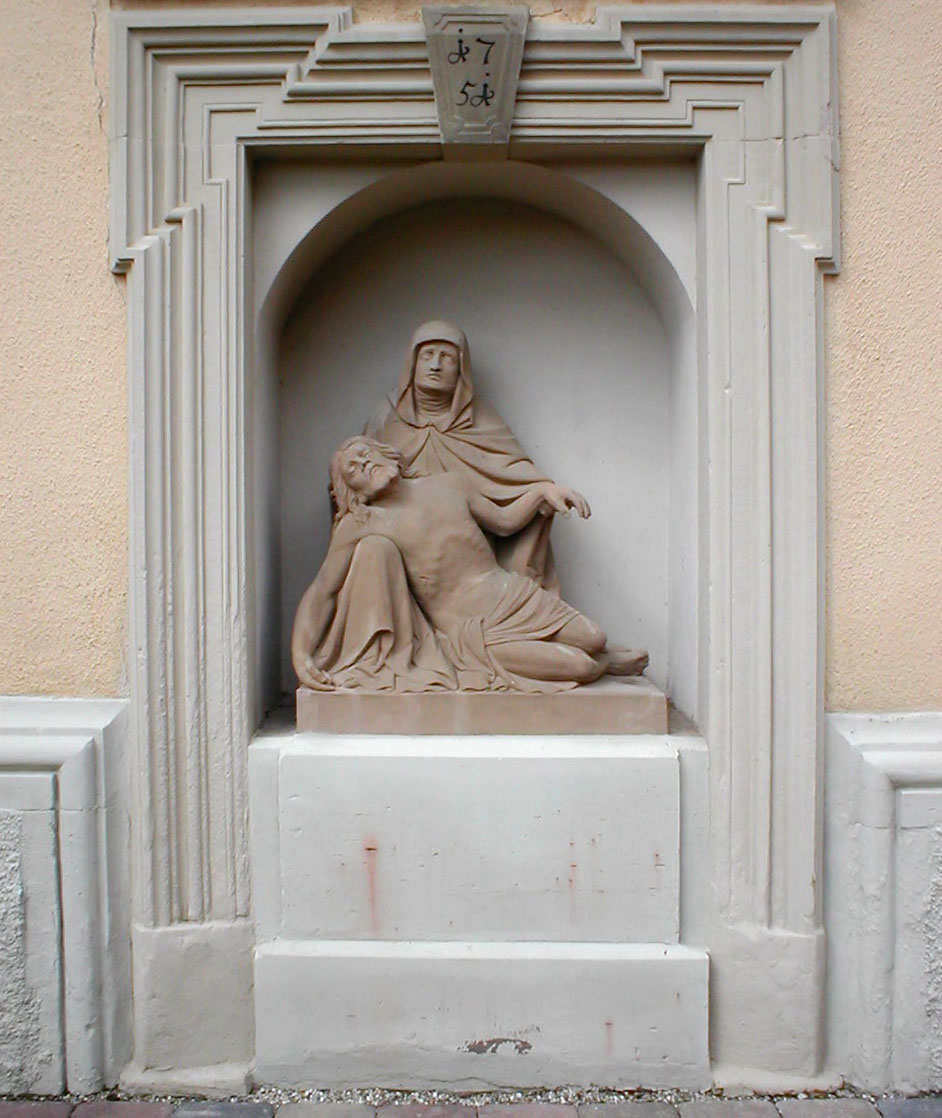
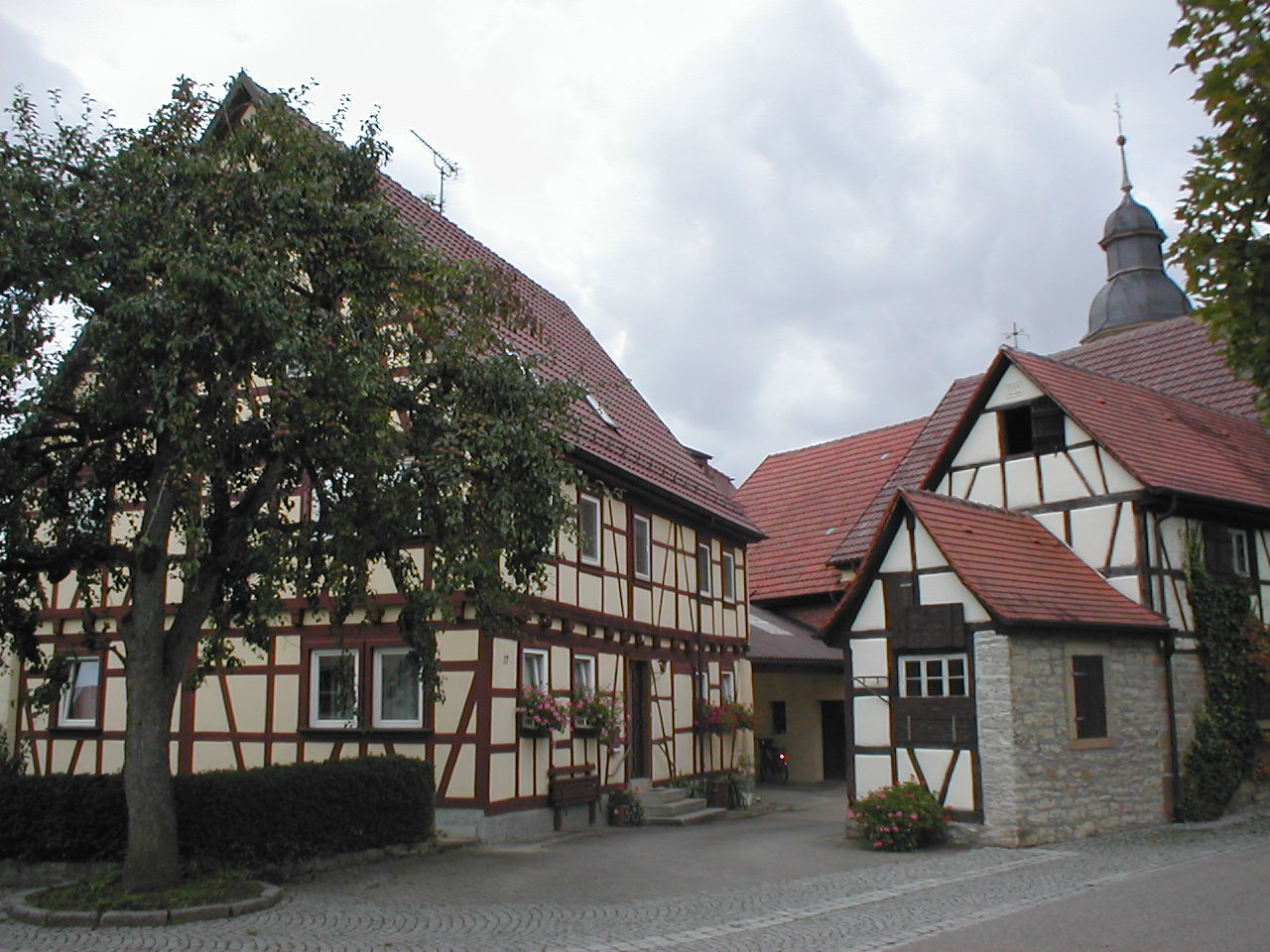
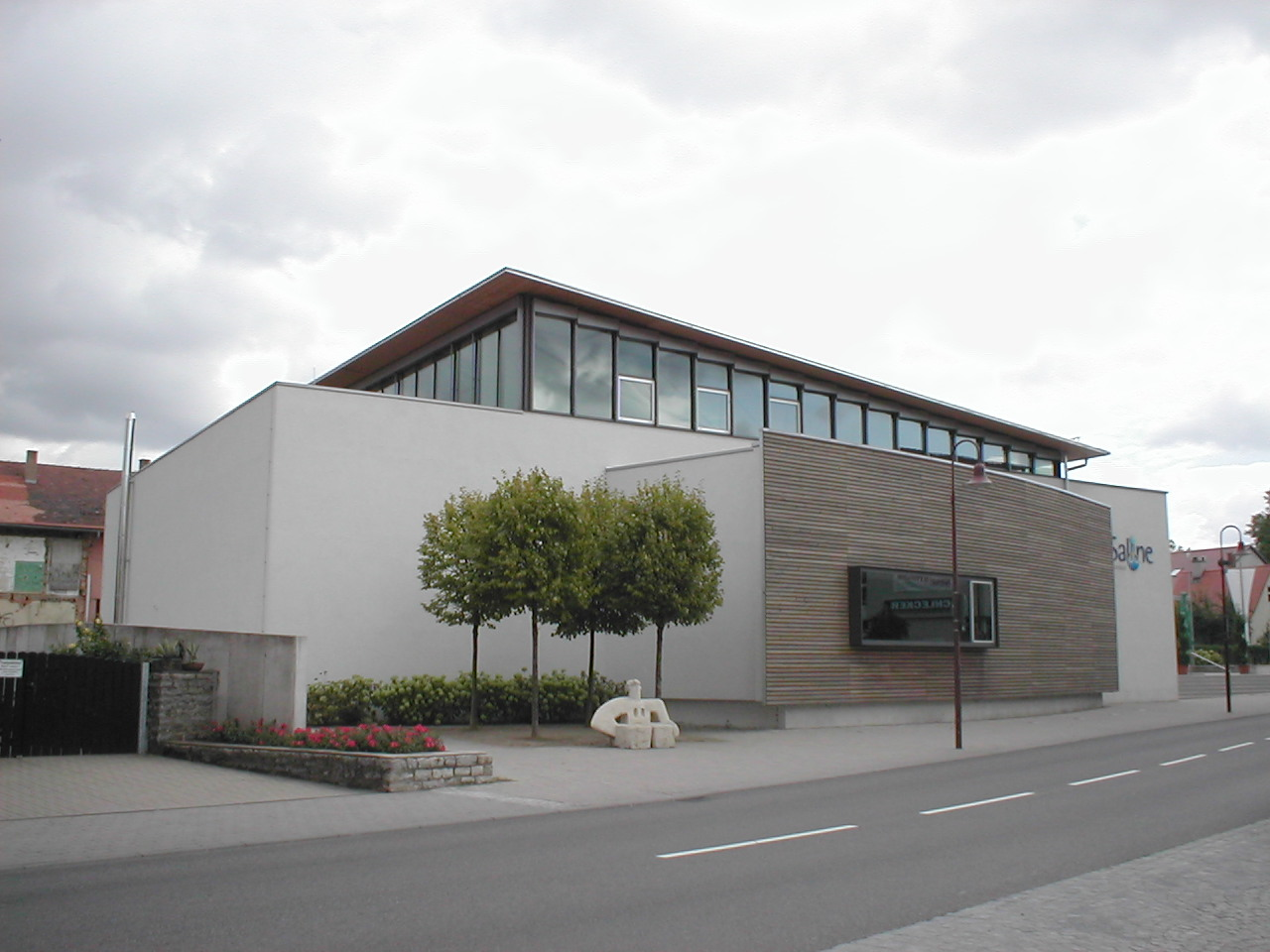
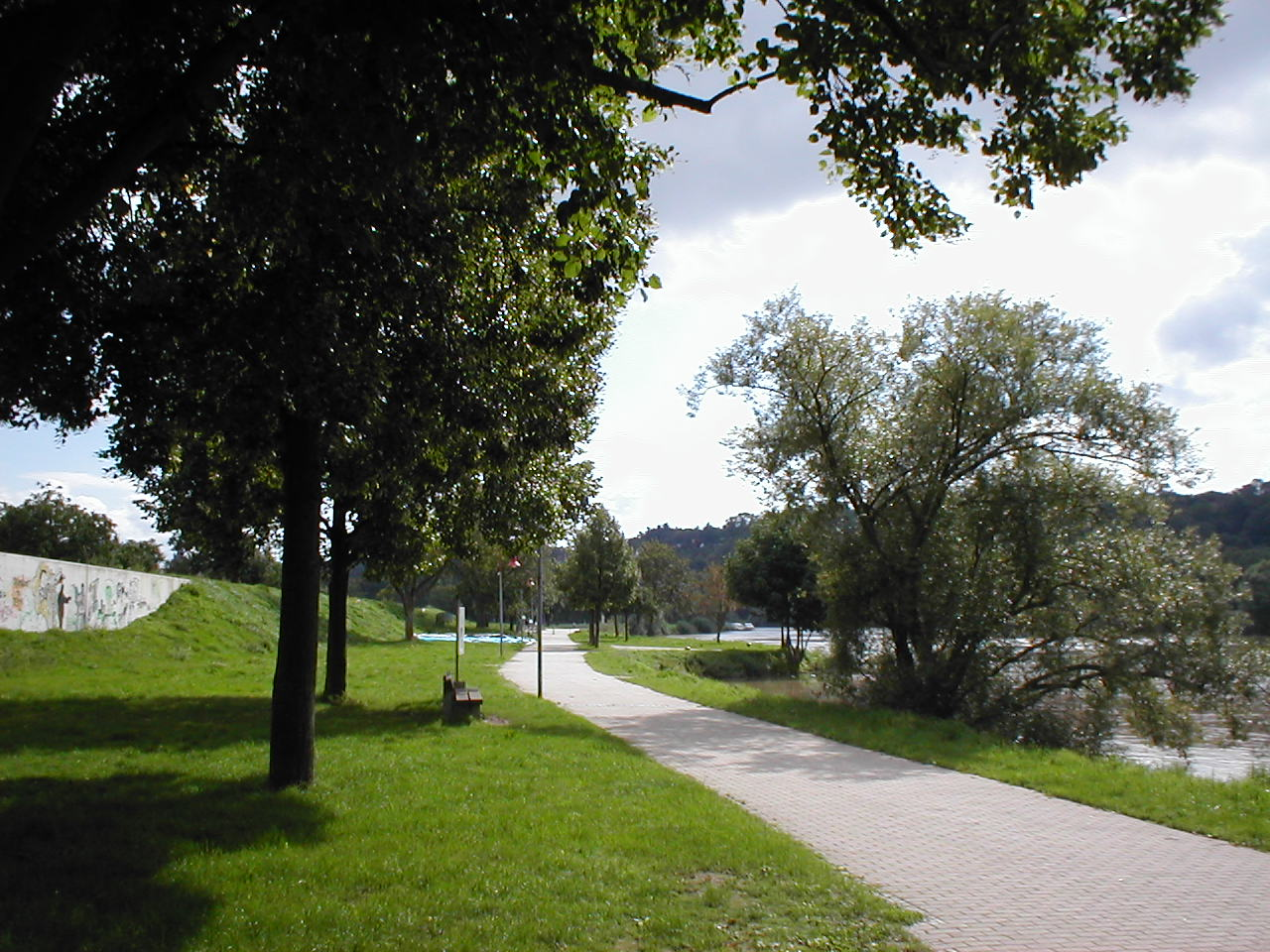